# 1982-es Formula–1 svájci nagydíj
A svájci nagydíj volt az 1982-es Formula–1 világbajnokság tizennegyedik futama.

## Futam
| Helyezés | #  | Versenyző          | Csapat/Motor    | Körök | Idő/Kiesés oka | Rajthely | Pontszám |
| -------- | -- | ------------------ | --------------- | ----- | -------------- | -------- | -------- |
| 1        | 6  | Keke Rosberg       | Williams-Ford   | 80    | 1:32:41,087    | 8        | 9        |
| 2        | 15 | Alain Prost        | Renault         | 80    | + 4,442        | 1        | 6        |
| 3        | 8  | Niki Lauda         | McLaren-Ford    | 80    | + 1:00,343     | 4        | 4        |
| 4        | 1  | Nelson Piquet      | Brabham-BMW     | 79    | + 1 kör        | 6        | 3        |
| 5        | 2  | Riccardo Patrese   | Brabham-BMW     | 79    | + 1 kör        | 3        | 2        |
| 6        | 11 | Elio de Angelis    | Lotus-Ford      | 79    | + 1 kör        | 15       | 1        |
| 7        | 3  | Michele Alboreto   | Tyrrell-Ford    | 79    | + 1 kör        | 12       |          |
| 8        | 12 | Nigel Mansell      | Lotus-Ford      | 79    | + 1 kör        | 26       |          |
| 9        | 5  | Derek Daly         | Williams-Ford   | 79    | + 1 kör        | 7        |          |
| 10       | 22 | Andrea de Cesaris  | Alfa Romeo      | 78    | + 2 kör        | 5        |          |
| 11       | 4  | Brian Henton       | Tyrrell-Ford    | 78    | + 2 kör        | 18       |          |
| 12       | 23 | Bruno Giacomelli   | Alfa Romeo      | 78    | + 2 kör        | 9        |          |
| 13       | 7  | John Watson        | McLaren-Ford    | 77    | + 3 kör        | 11       |          |
| 14       | 10 | Eliseo Salazar     | ATS-Ford        | 76    | + 4 kör        | 25       |          |
| 15       | 29 | Marc Surer         | Arrows-Ford     | 76    | + 4 kör        | 14       |          |
| 16       | 16 | René Arnoux        | Renault         | 75    | Gyújtás        | 2        |          |
| Kiesett  | 25 | Eddie Cheever      | Ligier-Matra    | 70    | Meghajtás      | 16       |          |
| Kiesett  | 9  | Manfred Winkelhock | ATS-Ford        | 55    | Alváz          | 20       |          |
| Kiesett  | 31 | Jean-Pierre Jarier | Osella-Ford     | 44    | Motorhiba      | 17       |          |
| Kiesett  | 26 | Jacques Laffite    | Ligier-Matra    | 33    | Meghajtás      | 13       |          |
| Kiesett  | 36 | Teo Fabi           | Toleman-Hart    | 31    | Motorhiba      | 23       |          |
| Kiesett  | 18 | Raul Boesel        | March-Ford      | 31    | Vízszivárgás   | 24       |          |
| Kiesett  | 17 | Rupert Keegan      | March-Ford      | 25    | Kicsúszás      | 22       |          |
| Kiesett  | 35 | Derek Warwick      | Toleman-Hart    | 24    | Motorhiba      | 21       |          |
| Kiesett  | 14 | Roberto Guerrero   | Ensign-Ford     | 4     | Motorhiba      | 19       |          |
| Kiesett  | 27 | Patrick Tambay     | Ferrari         | 0     | Rosszullét     | 10       |          |
| NK       | 20 | Chico Serra        | Fittipaldi-Ford |       |                |          |          |
| NK       | 33 | Tommy Byrne        | Theodore-Ford   |       |                |          |          |
| NK       | 30 | Mauro Baldi        | Arrows-Ford     |       |                |          |          |

## A világbajnokság élmezőnyének állása a verseny után
| H  | Versenyzők      | Pont | H  | Konstruktőrök | Pont |
| -- | --------------- | ---- | -- | ------------- | ---- |
| 1. | Keke Rosberg    | 42   | 1. | Ferrari       | 61   |
| 2. | Didier Pironi   | 39   | 2. | McLaren-Ford  | 60   |
| 3. | Alain Prost     | 31   | 3. | Williams-Ford | 55   |
| 4. | John Watson     | 30   | 4. | Renault       | 50   |
| 5. | Niki Lauda      | 30   | 5. | Brabham-Ford  | 41   |
| 6. | Elio de Angelis | 23   | 6. | Lotus-Ford    | 30   |

## Statisztikák
Vezető helyen:
- René Arnoux: 1 (1)
- Alain Prost: 77 (2-78)
- Keke Rosberg: 2 (79-80)

Keke Rosberg 1. győzelme, Alain Prost 6. pole-pozíciója, 5. leggyorsabb köre.
- Williams 16. győzelme.